# Голешка
Голешка (словац. Holeška) — річка, права притока річки Дудваг, протікає в округах Миява і П'єштяни.
Довжина — 16.5 км; площа водозбору 218 км².
Витік знаходиться в масиві Малі Карпати на висоті приблизно 330 метрів. Розташоване водосховище Черенець.
Протікає через Врбове. Приймає води Подкилавського потоку і Цінторінського потоку. Впадає у Дудваг біля села Требатиці.